# Bory Szprotawskie
Bory Szprotawskie – kompleks leśny położony w województwie lubuskim, na terenie powiatu żagańskiego. Stanowi część większego zespołu leśnego – Borów Dolnośląskich. Za umowną południową granicę Borów Szprotawskich przyjęto odcinek linii kolejowej Legnica – Żary, na północy Bory Szprotawskie sięgają granic administracyjnych miasta Szprotawa.

## Gatunki
Bory Szprotawskie są zróżnicowane, obok typowego boru sosnowego występuje las sosnowo – dębowy, grądy, lasy bukowe, łęgi olszowe, jesionowo – olszowe oraz jesionowo – wiązowe.
Z ciekawszych gatunków runa leśnego można wymienić gatunek paproci Phegopteris dryopteris, żywiec dziewięciolistny (Dentaria glandulosa) oraz perłówkę jednokwiatową (Melica uniflora).

## Rzeźba terenu i gleby
Bory Szprotawskie to w większości równina peryglacjalna, wyróżniają się jedynie stosunkowo niewysokie Wzgórza Śliwnikowskie. Gleby są piaszczysto-gliniaste, występują także żwir. Niegdyś eksploatowano na terenie Borów Szprotawskich rudę darniową żelaza.

## Stosunki wodne
Przez bory przepływa rzeka Ruda oraz potoki Boberka i Śliwniczanka, a także mniejsze cieki wodne. Występują bagna oraz stawy śródleśne – Stawy Bobrowickie, wzmiankowane już w XVI wieku, stanowiące ostoję ptactwa wodnego i drapieżnego.

## Ochrona przyrody
W Borach Szprotawskich znajduje się rezerwat przyrody „Buczyna Szprotawska”.

## Ciekawostki

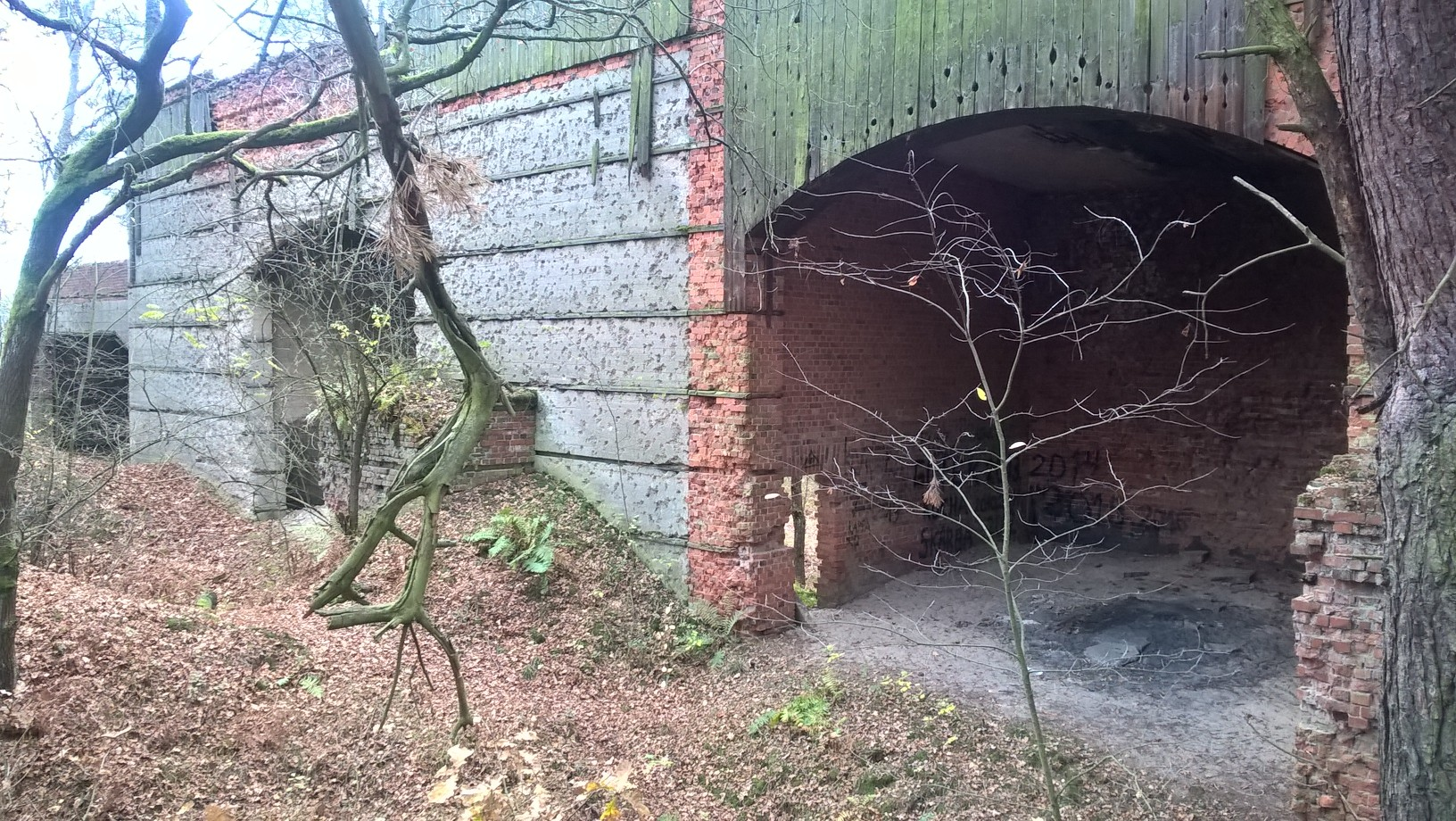
Poniemiecka strzelnica Komarowo w Borach Szprotawskich w 2020

W północnej części borów znajdują się pozostałości po wzniesionym w latach 30. XX wieku ośrodku wyszkolenia strzeleckiego piechoty (Schiess-Stand Mückendorf), zajmującym powierzchnię ok. 25 ha. Po 1945 z obiektu korzystała Armia Radziecka. 